# Andrijan Nikolajev
Andrijan Grigorjevitj Nikolajev (ryska och  Андриян Григорьевич Николаев), född den 5 september 1929, död den 3 juli 2004 i Tjeboksary i Tjuvasjien, var en sovjetisk kosmonaut av tjuvasjisk härkomst. Han var kosmonaut i Vostok 3 och Sojuz 9.

## Barndom och uppväxt
Andrijan Nikolajev föddes i Sjorsjely (ryska: Шоршелы, tjuvasjiska: Шуршăл Sjursjal), en liten by i Tjuvasjiska ASSR i Sovjetunionen (nu Tjuvasjien i Ryssland).

## Karriär i det sovjetiska rymdprogrammet

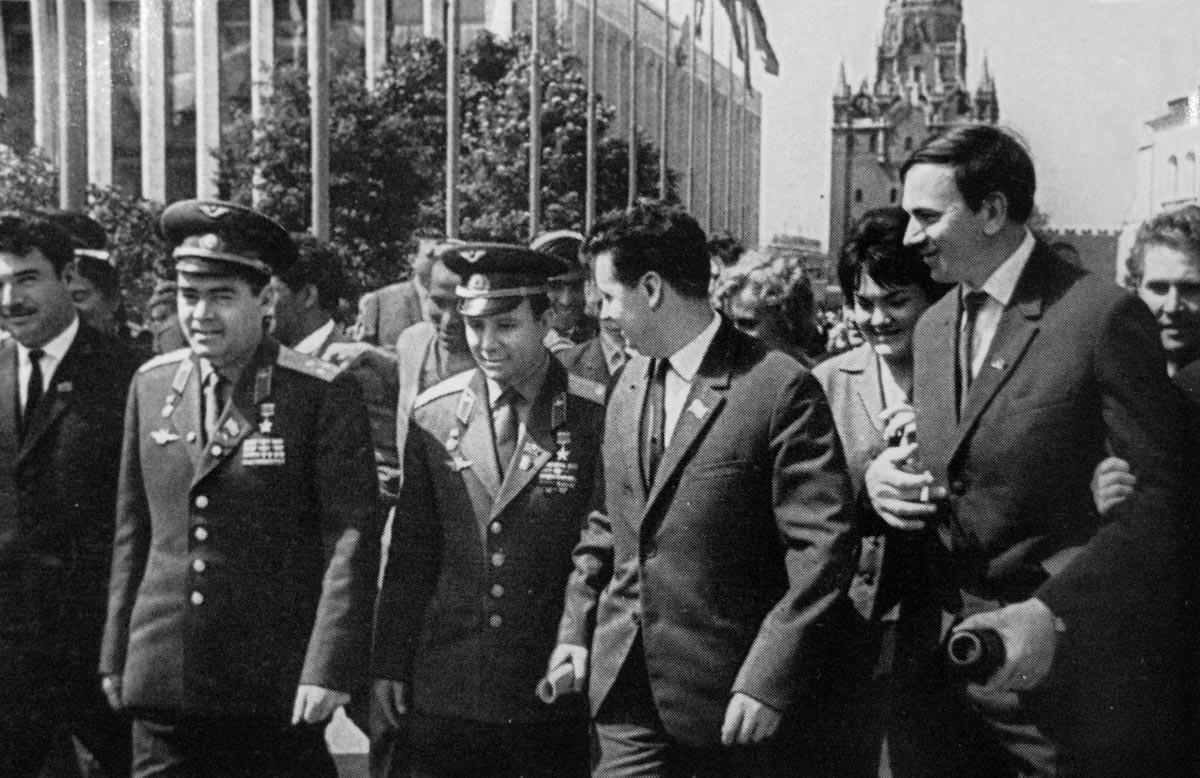
Andrijan Nikolajev (andra från vänster) tillsammans med Jurij Gagarin (tredje från vänster)

.

### Urval och träning
År 1960 utfördes en noggrann urvalsprocess, där Nikolajev, tillsammans med 20 andra kosmonauter, däribland Jurij Gagarin och German Titov, valdes ut för det sovjetiska rymdprogrammet. Tillsammans med de andra utvalda kosmonauterna fick han utföra ett antal hårda experiment som var utvecklade för att testa hans fysiska och psykiska uthållighet, såväl som träning relaterad till den kommande flygningen.

### Flygningar
Färden med Vostok 3 startade den 11 augusti 1962 och Nikolajev var ensam ombord. Han kretsade 64 varv runt jorden och landade den 15 augusti.
Under färden med Sojuz 9 ingick även Vitalij Sevastianov i besättningen. De startade den 1 juni 1970, reste 288 varv runt jorden och landade den 19 juni.

## Familj
Den 3 november 1963 gifte sig Nikolajev med Valentina Teresjkova, som var den första kvinnan i rymden. Det var  Sovjetunionens ledare Nikita Chrusjtjov som i egen hög person följde de båda till altaret. År 1964 fick de en dotter, Jelena, som därmed blev världens första människa vars båda föräldrar hade varit i rymden.